# Grottaminarda
Grottaminarda – miejscowość i gmina we Włoszech, w regionie Kampania, w prowincji Avellino.
Według danych na 1 stycznia 2022 roku gminę zamieszkiwało 7665 osób (3756 mężczyzn i 3909 kobiet).